# Formosia fusca
Formosia fusca là một loài ruồi trong họ Tachinidae.